# Atak siekierą w Afuli
Atak siekierą w Afuli – zamach terrorystyczny przeprowadzony w dniu 30 listopada 1994 roku przez członka palestyńskiej organizacji terrorystycznej Hamas w mieście Afula na północy Izraela. Napastnik zaatakował na ulicy przy użyciu siekiery izraelską żołnierkę, która zmarła od ran w szpitalu.

## Okoliczności zamachu
Zawarte w 1993 roku Porozumienia z Oslo umożliwiło wygaszenie palestyńskiego powstania Intifady, jednak nie doprowadziło do zakończenia konfliktu izraelsko-arabskiego. Powstała Autonomia Palestyńska była tymczasową strukturą administracyjną, której zasadność powstania kwestionowała radykalna palestyńska organizacja terrorystyczna Hamas. Proces pokojowy z Palestyńczykami był także silnie krytykowana przez prawicowe środowiska żydowskie w Izraelu. W dniu 25 lutego 1994 roku żydowski osadnik Baruch Goldstein wtargnął do Grobowca Patriarchów w Hebronie, i otworzył ogień do modlących się muzułmanów. W tej masakrze w Makpela zginęło 29 osób, a 125 zostało rannych. Goldstein był amerykańskim Żydem wychowanym na Brooklynie, zwolennikiem fundamentalistycznej żydowskiej partii politycznej Kach, zdelegalizowanej w Izraelu krótko po tej masakrze. Sama partia Kach została uznana przez Izrael za organizację terrorystyczną.
Po zakończeniu się trwającej czterdzieści dni żałoby narodowej w Autonomii Palestyńskiej doszło 6 kwietnia 1994 roku do zamachu na autobus w Afuli. Następnie doszło do eskalacji przemocy. 13 kwietnia 1994 roku doszło do zamachu na dworcu autobusowym w Haderze. W dniu 9 października terroryści z Hamasu porwali izraelskiego żołnierza Nachszona Wachsmana. Przed upływem ultimatum akcję odbicia zakładnika podjęła jednostka specjalna Sajjeret Matkal. Było jednak już za późno i Wachsmana znaleziono zabitego. Następnie 19 października Hamas przeprowadził zamach na autobus na ulicy Dizengoffa w Tel Awiwie. 11 listopada Palestyński Islamski Dżihad przeprowadził w Strefie Gazy zamach na punkcie kontrolnym Necarim. W rezultacie w całym Izraelu i na terytoriach palestyńskich panowało najwyższe możliwe napięcie.

## Przebieg zamachu
W środę 30 listopada 1994 roku bezrobotny palestyński mieszkaniec miasta Kabatija w Autonomii Palestyńskiej, 25-letni Wahib Abu Rub podjął decyzję o podjęciu próby zaatakowania izraelskich żołnierzy w pobliskiej Afuli. W Dżaninie zakupił siekierę (niektóre źródła podają, że był to kilof) i taksówką przyjechał do Izraela. Użył taksówki, aby uniknąć wojskowych punktów kontrolnych przy wjeździe do Doliny Jezreel. Po przyjechaniu do Afuli udał się do centrum miasta. Podszedł od tyłu do 19-letniej izraelskiej żołnierki i kilka razy uderzył siekierą w głowę. Gdy ofiara upadła na ziemię, przechodnie pochwycili i obezwładnili napastnika. Ofiara zmarła po dwóch godzinach w szpitalu. Ofiarą śmiertelną ataku była Liat Gabai, która wracała do swojej bazy wojskowej po przepustce (była na uroczystości żałobnej po śmierci swojej babci).

## Konsekwencja zamachu
Bezpośrednio po ataku, izraelskie siły bezpieczeństwa obawiały się wendety ze strony żydowskich mieszkańców miasta, którzy wyszli na ulice miasta. Z tego powodu policjanci i żołnierze odprowadzali arabskich robotników do ich domów poza miastem. Sam atak wstrząsnął opinią publiczną, głównie z powodu jego brutalności i faktu, że do napaści doszło w samym centrum miasta. W opinii społecznej oznaczał on poważny spadek bezpieczeństwa publicznego. Premier Icchak Rabin pomimo nieustannej fali przemocy powiedział, że ataki te nie powstrzymają procesu pokojowego z Palestyńczykami.
Napastnik okazał się członkiem palestyńskiej organizacji terrorystycznej Hamas. Został on skazany na karę dożywotniego pozbawienia wolności, jednak 18 października 2011 roku odzyskał wolność w ramach wymiany palestyńskich więźniów za porwanego izraelskiego żołnierza Gilada Szalita. Izraelski piosenkarz Szai Gabso nagrał piosenkę „Mówisz mi” (hebr. תגידי לי את) napisaną ku pamięci Liat Gabai.